# یانوش بیری
یانوش بیری (مجاری: János Biri; ۲۱ ژوئیهٔ ۱۹۰۱ – ۲۹ مارس ۱۹۸۳) بازیکن و مربی فوتبال اهل مجارستان بود.
از باشگاه‌هایی که در آن بازی کرده‌است می‌توان به باشگاه فوتبال بوداپست هونود، باشگاه فوتبال آکادمیکو پورتو، باشگاه ورزشی بنفیکا، باشگاه ورزشی اشتوریل پرایا، باشگاه فوتبال اتلتیکو کلوب پرتغال، باشگاه ورزشی آمیان، باشگاه فوتبال ام‌تی‌کی بوداپست، باشگاه فوتبال پادوا، باشگاه فوتبال ویتوریا گیماریش، باشگاه فوتبال آکادمیکا، باشگاه فوتبال بوآویشتا، و باشگاه فوتبال پورتو اشاره کرد.
وی همچنین در تیم ملی فوتبال مجارستان بازی کرده‌است.